# ホッジス・レーマン推定量
ホッジス・レーマン推定量（Hodges–Lehmann estimator）とは統計学の用語であり、集団の位置母数に対するノンパラメトリックかつロバストな推定量である。集団は正規分布かt分布のように1つの中央値に対して対称的であり、ホッジス・レーマン推定量は集団の中央値に対して一致推定かつ中央値不偏推定である。ノンパラメトリックな集団に対してはpseudo-medianな推定である。pseudo–medianは集団の中央値に近い値を指す。
ホッジス・レーマン推定量はもともと1次元の集団の位置母数を推定するために作られたが、現在では様々な目的で使用される。2つの集団の要素の差（位置母数）の推定に使用される。これは1変量の集団から多変量解析へ一般化される。多変量解析ではベクトルの標本を作る。

## 定義
単純な事例では、ホッジス・レーマン推定量は1変量の集団の位置母数を推定する。
まずn個のデータセットに対して、直積集合（n(n + 1)/2個ある）をとる。ここで直積集合には同じ標本を2つ取ったものも含む。次にそうして得られた集合の要素それぞれに対して平均を取る。最後にn(n + 1)/2個の平均値の集合から中間値を取ったものがホッジス・レーマン推定量である。
ホッジス・レーマン統計量は2つの集合の差も推定できる。観測値がmとnである2つの集合に対してm × n対の直積集合をとり、直積集合の各対に対して差を取る。m × n個の差の中間値である。

## 一般統計学における用法
1変量のホッジス・レーマン推定量は多変量解析におけるいろいろな一般化がある。
- 多変量の順位と符号[訳語疑問点][5]
- 空間的な符号検定と空間的な中間値[6]
- 空間的な符号順位検定[7]
- 検定と推定の比較[8]
- Several-sample location problems[9]